# Samuel Butler (Schriftsteller)

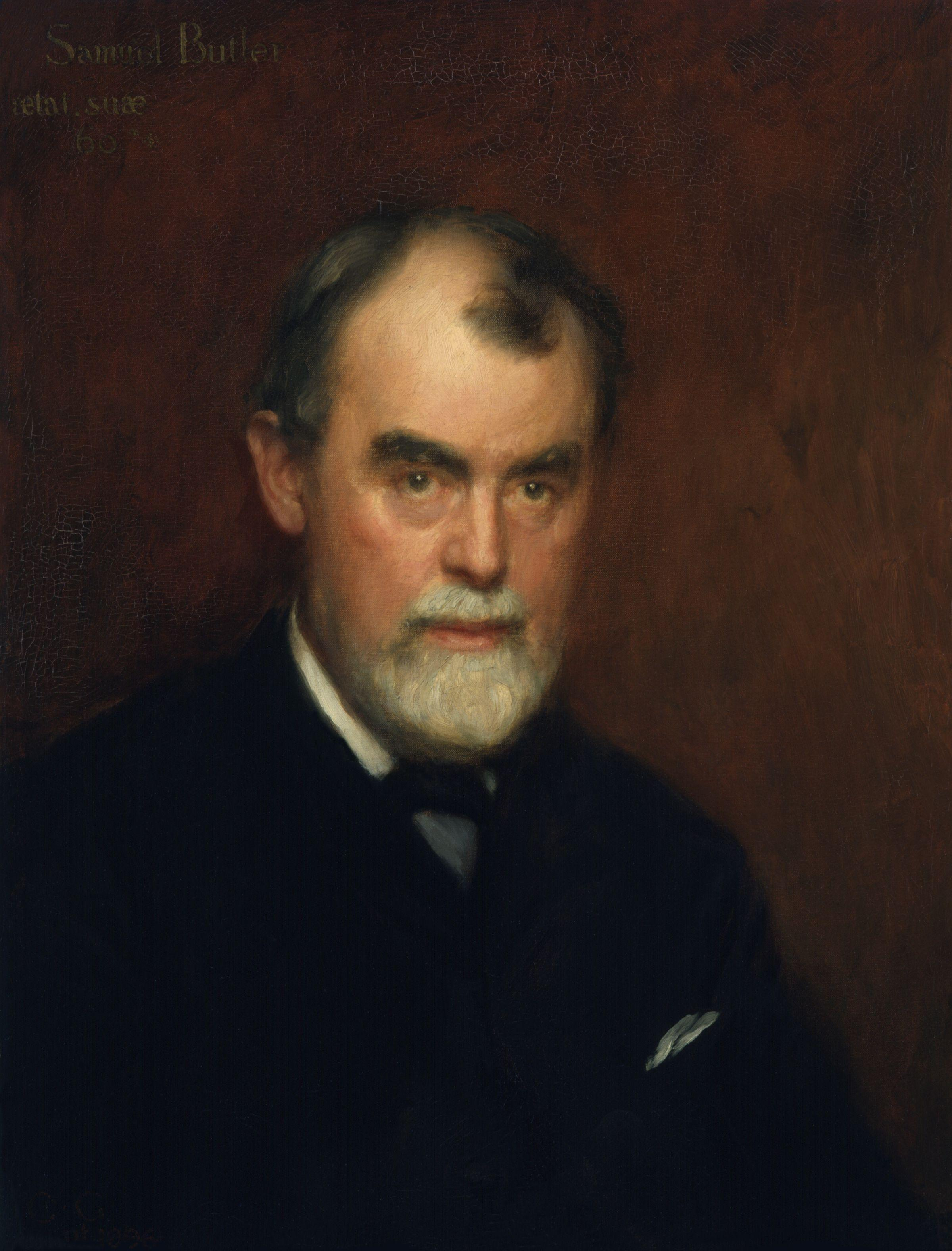
Samuel Butler

Samuel Butler (* 4. Dezember 1835 in Langar bei Bingham, Nottinghamshire; † 18. Juni 1902 in London) war ein britischer Schriftsteller, Komponist, Philologe, Maler und Gelehrter.

## Leben
Butler studierte in Cambridge und wanderte 1859, nach einem Streit mit seinem Vater, nach Neuseeland aus, wo er Schafe züchtete. 1864 kehrte er nach England zurück und wohnte bis zu seinem Lebensende in Clifford’s Inn in der Nähe der Londoner Fleet Street. Er verstarb 1902 in London.

## Wirken
1872 veröffentlichte er in seinem utopischen Roman „Erewhon“ eine Satire auf die Gesellschaft im viktorianischen England. Er blieb in mancherlei Hinsicht ein Außenseiter, auch in seiner Absage an den ungebrochenen Fortschrittsglauben des Viktorianischen Zeitalters. Butler wurde oft mit Swift verglichen und hatte besonders auf Somerset Maugham, D. H. Lawrence, H. G. Wells und James Joyce großen Einfluss. 
Butler beschäftigte sich unter anderem mit der Evolutionstheorie von Charles Darwin, die er kritisierte:

„Die Henne ist nur ein Trick des Eis, um ein neues Ei zu produzieren.“

Seiner anfänglichen Bewunderung für Darwin folgte eine spätere Distanzierung; gleichzeitig näherte er sich in späteren Jahren wieder der Kirche an, deren Orthodoxie er jedoch gleichzeitig kritisierte.
Bekannt ist er vor allem durch seine lustigen und kritischen Aphorismen, z. B.:

„All animals, except man, know that the principal business of life is to enjoy it.“

„Alle Lebewesen außer den Menschen wissen, dass der Hauptzweck des Lebens darin besteht, es zu genießen.“

Sein nahes Interesse an der Kunst der Sacri Monti ist in Alpen und Heiligtümern des Piemont und im Kanton Tessin (1881) und Ex Voto (1888) reflektiert.

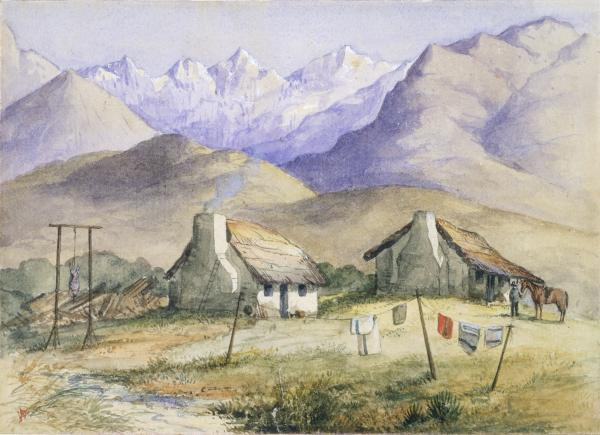
„Mesopotamia“, Neuseeland, ca. 1868

## Bibliografie
Erewhon (Romane)
- 1 Erewhon, or, Over the Range (1872; auch: Erewhon, 1926)
  - Deutsch: 
    - Ergindwon, oder Jenseits der Berge. Nach der fünften Auflage von Samuel Butler's Erewhon von J.D. Barth, Leipzig 1879.
    - Jenseits der Berge oder Merkwürdige Reise ins Land Aipotu. Nach der 18., umgearbeiten Auflage von Erewhon. Übersetzt von Herberth E. Herlitschka. Phaidon-Verlag, Wien 1928, DNB 365316229.
    - Erewhon. Übersetzt von Fritz Güttinger. Manesse Verlag, Zürich 1961, DNB 450728528.
    - Merkwürdige Reisen ins Land Erewhon. Übersetzt von Gertrud Lugert. Bearbeitet von Horst Höhne. Mit einem Nachwort von Joachim Krehayn. Rütten & Loening, 1964, DNB 450728536.
    - Erewhon oder jenseits der Berge. Übersetzt von Fritz Güttinger. Eichborn (Die Andere Bibliothek #120), Frankfurt am Main 1994, ISBN 3-8218-4120-6.
- 2 Erewhon Revisited Twenty Years Later Both by the Original Discoverer of the Country and by His Son (1901; auch: Erewhon Revisited: A Satire, 1926)
- Erewhon and Erewhon Revisited (Sammelausgabe von 1 und 2; 1927)

The Way of All Flesh (Roman)
- The Way of All Flesh (1903)
  - Deutsch: 
    - Der Weg alles Fleisches 2 Bde. Übersetzt von Herberth E. Herlitschka. Phaidon-Verlag, Wien 1929.
    - Der Weg alles Fleisches. Übersetzt von Hans Kauders. Büchergilde Gutenberg, Zürich 1946, DNB 572581130.
    - Der Weg allen Fleisches. Übersetzt von Helmut Findeisen. Aufbau-Verlag, Berlin 1960, DNB 450728544.

Schriften und Essays
- Darwin among the Machines (1863)
- Lucubratio Ebria (1865)
- The Fair Haven (1873, Essay)
- Life and Habit (1878)
- Evolution, Old and New; Or, the theories of Buffon, Dr. Erasmus Darwin, and Lamarck, as compared with that of Charles Darwin (1879)
- Unconscious Memory (1880)
- Alps and Sanctuaries of Piedmont and the Canton Ticino (1881)
- Luck or Cunning as the Main Means of Organic Modification? (1887)
- Ex Voto; An Account of the Sacro Monte or New Jerusalem at Verallo-Sesia (1888)
- The Humour of Homer (1892)
- The life and letters of Dr. Samuel Butler : Head-master of Shrewsbury School 1798-1836 and afterwards Bishop of Lichfield, in so far as they illustrate the scholastic, religious and social life of England, 1790-1840 (1896, 2 Bde., Biografie über seinen Großvater Samuel Butler, einen englischen Gelehrten)
- The Authoress of the Odyssey (1897, Essay)
- The Iliad of Homer, Rendered into English Prose (1898, Übersetzung)
- Shakespeare's Sonnets Reconsidered (1899, Essay)
- The Odyssey of Homer (1900, Übersetzung)
- God the Known and God the Unknown (1909, postum)

Sammlungen
- Selections from Previous Works : With remarks on G. J. Romanes' „Mental evolution in animals“, and A psalm of Montreal (1884)
- Cambridge Pieces (1903)
- Essays on Life, Art and Science (1908)
- The Note-Books of Samuel Butler (1912)
  - Deutsch: Wollschwein und Tafelsilber : Notizen eines viktorianischen Querdenkers. Hrsg. und übersetzt von einem anglistischen Studententeam der Freien Universität Berlin unter der Leitung von Manfred Pfister. Stutz (KritBrit #6), Passau 2005, ISBN 3-88849-093-6.
- A First Year in Canterbury Settlement With Other Early Essays (1912)
- The Humour of Homer and Other Essays (1913)
- Canterbury Pieces (1914)
- The Essential Samuel Butler (1950)
- An annotated edition of the Characters of Samuel Butler (1612-1880) with textual, critical and historical introduction (1965)

einzelne Essays und Erzählungen
- Andromeda (1971, in: Jorge Luis Borges und Adolfo Bioy Casares (Hrsg.): Extraordinary Tales)
- The Book of the Machine (1969, in: Fairy Tales for Computers)
- The Menace of the Machine (1966, in: I. O. Evans (Hrsg.): Science Fiction Through the Ages 1)